# Mesoxaea nigerrima
Mesoxaea nigerrima là một loài Hymenoptera trong họ Andrenidae. Loài này được Friese mô tả khoa học năm 1912.